# Playa de Almayate

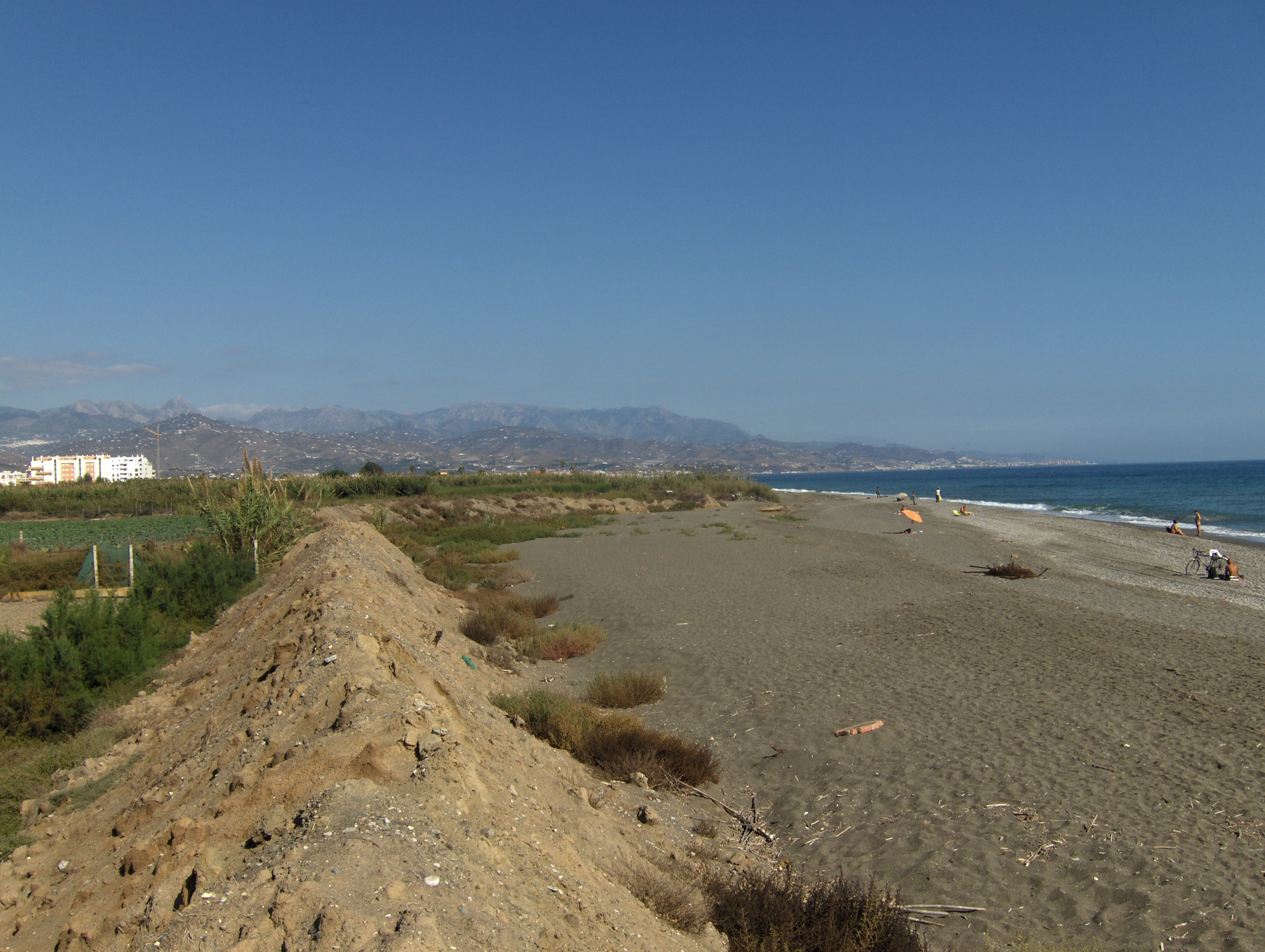
Playa de Almayate.

La Playa de Almayate es una playa de Vélez-Málaga, en la Costa del Sol de la provincia de Málaga, Andalucía, España. Se trata de una playa aislada de arena oscura y grava y oleaje moderado situada cerca del núcleo de Almayate, en la desembocadura del río Vélez, en una zona muy poco urbanizada. Tiene unos 2800 metros de longitud y unos 30 metros de anchura media. Es una playa con un nivel bajo de ocupación y carente de equipamientos, visitada principalmente por nudistas.